# Sam Corlett
Sam Corlett (* 24. April 1996 in Central Coast) ist ein australischer Schauspieler.

## Karriere
Nach der High School absolvierte Corlett eine dreijährige Schauspielausbildung an der Western Australian Academy of Performing Arts (WAAPA) bis 2018. Im Anschluss erhielt er seine erste Rolle in dem australischen Film The Dry – Lügen der Vergangenheit von Eric Bana. Ab 2019 drehe er für Chilling Adventures of Sabrina in der zweiten Staffel als den Prinzen der Hölle Caliban. Während der Dreharbeiten in Vancouver wurde er zu einem Vorsprechen für Vikings: Valhalla eingeladen, dem Spin-Off von Vikings, der im Februar 2022 erschien. Er verkörpert darin den isländischen Entdecker Leif Eriksson.
Corlett wurde außerdem mit neunzehn Jahren Model und entwirft Schmuck für Merchants of the Sun, dessen Erlös an den Cancer Council geht.

## Filmografie
- 2018: Noah (Kurzfilm)
- 2018: Pretty Face (Kurzfilm)
- 2020: The Dry – Lügen der Vergangenheit (The Dry, Spielfilm)
- 2020: Chilling Adventures of Sabrina (Fernsehserie, 16 Episoden)
- 2022–2024: Vikings: Valhalla (Fernsehserie, 24 Episoden)
- 2024: He Ain’t Heavy
- 2024: Territory (Fernsehserie, 6 Episoden)